# Криотерапија
Криотерапија, хладна терапија, представља локалну или генералну (целотелесну) употребу ниских температура у медицинске сврхе. Криотерапија се често користе за уклањање различитих врста брадавица и папилома. Када се веома ниске температуре користе у сврху хируршког уклањања делова ткива то се зове криоаблазија или крио операција.

Технике које су користе варирају од локалне апликације леда, преко хладних купки до "криосауна" (тј. крио комора.

## Операције
Крио операција је примена изузетно ниске температуре на ткиво које је потребно уклонити. У ћелијама ткива се формира лед што убија ћелије. Углавном се користи течни азот.

### Брадавице
Третман брадавица криотерапијом је један од најчешћих третмана ове групе поремећаја епитела.
Третман гениталних брадавица је изузетно ефикасан у лечењу и смањењу концентрације вируса ХПВ. Такође, овом терапијом се смањује и вероватноћа развоја малигнитета.

## Друге примене
Криотерапија се може користити и у циљу отклањања бола у мишићима, грчева и отока - након повреде или операције.